# Fiat Brevetti
Fiat Brevetti — легковой автомобиль, выпускавшийся компанией Fiat с 1905 по 1908 год.
Модель Brevetti была представлена в 1905 году и была результатом поглощения компании Ansaldi. В сотрудничестве с компанией Ansaldi была подготовлена модель Fiat 10-12 HP, впоследствии переименованная в «Brevetti».
Автомобиль поставлялся с двигателем, объемом 3052 см³, мощностью 20 л. с. Максимальная скорость составляла 65 км/ч.
Выпущено более 1500 автомобилей.
С 1909 года выпускался автомобиль Brevetti 2, первоначально называвшийся Fiat 15-25 HP. Модель отличалась более мощным двигателем — 25 л. с.
Оба автомобиля выпускались на заводе в Турине.